# Alcmeónidas
Los Alcmeón, (en griego antiguo: Ἀλκμαιωνίδαι Alkmaiōnídai) fueron una de las familias eupátridas de la Atenas (siglos VI, V y IV a. C.)
Los Alcmeónidas pretendían ser atenienses autóctonos, descendientes por Alcmeón de Neleo (rey mítico de Pilos, hijo de Poseidón) y de Tiro, y aducían haber sido expulsados de su reino por los dorios.

## Alcmeónidas y Cilonianos
El primer Alcmeónida célebre fue el arconte Megacles I, que en el 632 a. C. condenó a muerte a Cilón y sus cómplices, autores de un golpe de Estado frustrado (puesto que el pueblo no se sublevó secundando sus planes), que instigados por un oráculo délfico, se apoderaron de la Acrópolis. Cilón se sentó al lado de la imagen de Atenea Políade, protectora de la ciudad, sita en el templo de Erecteo, el santuario más antiguo que tenía consagrado en Atenas, destruido más tarde por los persas. Al acogerse a la protección de la imagen, el refugiado adquirió carácter de inviolable. Inviolabilidad que no se respetó y de ahí el sacrilegio cometido. Sobre Megacles, arconte epónimo, recayó la responsabilidad y fue acusado de sacrilegio por Mirón de Flía. Un tribunal compuesto por 300 nobles condenó a Megacles y a su familia al exilio perpetuo. Los Alcmeónidas muertos fueron desenterrados y trasladados a las afueras de la ciudad. Epiménides de Creta fue llamado para purificar la ciudad, lo que hizo en el año 594 a. C.
La tentativa de Cilón debió contar con el apoyo de Megara, ya que su tirano Teágenes era suegro suyo. Cilón y su hermano consiguieron escapar de la Acrópolis, siendo sus secuaces los que fueron apresados, bajo la promesa de los atenienses a quienes estaba confiada la guardia de la diosa, de no hacerles daño, pero los mataron. Incluso acabaron con algunos que se sentaron junto a los altares de Las Erinias. El sacrilegio revistió mayor gravedad al cometerse al pie de los altares de estas diosas. Según Plutarco los conjurados, convencidos por Megacles, accedieron a bajar de la Acrópolis. El descenso lo hicieron atando a la estatua un fino hilo, pero cuando llegaron cerca de las estatuas de las Erinias, se rompió el hilo y Megacles y los otros arcontes se lanzaron a capturarlos, bajo el pretexto de que la diosa los rechazaba como suplicantes. A los que se refugiaron en los altares de las diosas los degollaron, al resto los lapidaron, excepto a algunos a los que les perdonaron la vida.
Según la tradición ática, esta primera expulsión de los Alcmeónidas ocurriría hacia el 594 a. C., en tiempos de Solón y una generación después de la tentativa de Cilón. Sin embargo podría haber sido inmediatamente después de la conspiración y que los huesos no fueran desenterrados hasta la expulsión posterior.
Durante el arcontado de Solón en 594 a. C., se autorizó el regreso de los Alcmeónidas, fruto de su política de reconciliación.
La historia de Atenas desde la conspiración de Cilón, muestra un antagonismo de más de un siglo entre los Alcmeónidas y la nobleza ateniense; en concreto su alianza con familias para el derrocamiento de los tiranos, sobre todo en los inicios de la tiranía de Pisístrato.
Alcmeón, hijo de Megacles, mandó las fuerzas atenienses en la primera guerra sagrada hacia el 590 a. C. Venció en las carreras de carros de las Olimpíadas del 592 a. C. Era sumamente rico y en su época y debido a su fortuna, debió de generalizarse el nombre de la familia.

## Alcmeónidas y Pisistrátidas
Volvieron a ser expulsados de la ciudad durante la tiranía de Pisístrato. En el 548 a. C. llegaron a un acuerdo con la anfictionía de Delfos y reconstruyeron el templo de Apolo. En el 510 a. C., tras la caída de Hipias, los Alcmeónidas fueron autorizados a regresar, de nuevo, a Atenas.
Megacles II, hijo de Alcmeón, se casó con Agarista, hija del tirano de Sición, Clístenes. Megacles y su familia también fueron exiliados tras acentuarse las diferencias entre Megacles y Pisístrato después de la segunda toma del poder por parte del tirano.

## Alcmeónidas posteriores
Del matrimonio de Megacles y Agarista nació Clístenes el reformador, que tuvo un breve destierro tras caer la tiranía de Pisístrato. Otro hijo de Megacles fue Hipócrates, padre de una segunda Agarista que contrajo matrimonio con Jantipo, matrimonio del que entre 495-490 a. C. nació Pericles.
En el 431 a. C. una embajada lacedemonia en Atenas, exigió que para expiar el sacrilegio cometido contra Atenea fuera desterrado Pericles, hijo de Jantipo, que estaba implicado en el sacrilegio por vía materna, pero en realidad era un pretexto de Esparta para desprestigiar a Pericles cuya política temía y con la certeza de que no prosperaría, pero sí la acusación de que la guerra sobrevendría debido a la desgracia de pertenecer a la familia de los Alcmeónidas y la maldición que pesaba sobre él.
Entre los miembros más conocidos de esta familia se encuentran: Clístenes, Pericles y Alcibíades. Los tres fueron involucrados en el proceso que se instruyó contra los Alcmeónidas.